# Bodenik
Bodenik je naseljeno mjesto u općini Bileća, Republika Srpska, Bosna i Hercegovina.

## Stanovništvo

### Popisi 1971. – 1991.
| Bodenik       |              |              |              |
| godina popisa | 1991.        | 1981.        | 1971.        |
| Srbi          | 31 (100,0 %) | 38 (100,0 %) | 55 (100,0 %) |
| ukupno        | 31           | 38           | 55           |

### Popis 2013.
| Bodenik       |            |
| godina popisa | 2013.      |
| Srbi          | 4 (100,0%) |
| ukupno        | 4          |

## Vanjske poveznice
- Službene mrežne stranice općine Bileća